# Quickborn
Quickborn – miasto w Niemczech w kraju związkowym Szlezwik-Holsztyn, w powiecie Pinneberg. Liczy około 20 tys. mieszkańców. Leży przy autostradzie A7, na północ od Hamburga.

## Współpraca
- Boxholm, Szwecja
- Malchow, Meklemburgia-Pomorze Przednie
- Uckfield, Anglia[1]